# Dundee (Oregon)
Pour les articles homonymes, voir Dundee (homonymie).
Dundee est une municipalité américaine située dans le comté de Yamhill en Oregon. Lors du recensement de 2010, sa population est de 3 162 habitants.

## Géographie
Selon le Bureau du recensement des États-Unis, la municipalité de Dundee s'étend sur 1,35 mille carré (3,5 km2).

## Histoire
La localité est fondée en 1847 par Jacob Shuck. En 1881, l'Oregon Railway construit une gare-hôtel sur la propriété de William Reid, dirigeant de la société. Le lieu est alors nommé Dundee Junction, en référence à la ville natale de Reid : Dundee en Écosse.
Dundee devient une municipalité le 21 février 1895. Jusqu'aux années 1960, la localité est marquée par ses pruniers et noyers. Détruits par le gel puis une tempête, les vergers sont remplacés par des vignobles.

## Démographie
Selon l'American Community Survey de 2018, 87 % de la population de Dundee est blanche. La ville compte une petite minorité hispanique, 6 % de sa population parlant l'espagnol à la maison (91 % pratiquent l'anglais). Son revenu médian par foyer est de 77 656 dollars, supérieur à la moyenne de l'Oregon (59 393 dollars) et à celle des États-Unis (60 293 dollars). Son taux de pauvreté est parallèlement deux fois moins élevé à 6,2 % (contre 12,6 % en Oregon et 11,8 % à l'échelle du pays),.